# Rapisma burmanum
Rapisma burmanum är en insektsart som först beskrevs av Navás 1929.  Rapisma burmanum ingår i släktet Rapisma och familjen Rapismatidae. Inga underarter finns listade i Catalogue of Life.